# Agona Swedru

Agona Swedru (eller bara Swedru) är den administrativa huvudorten för distriktet Agona West i Centrala regionen i södra Ghana. Folkmängden uppgick till 54 417 invånare vid folkräkningen 2010.